# Halococcus dombrowskii
A Halococcus dombrowskii egy Archaea, először egy perm kori alpesi sólerakódásból izolálták. Extrém halofil (sókedvelő), gömb alakú, típustörzse H4T (= DSM 14522T = NCIMB 13803T = ATCC BAA-364T).  Az archeák – ősbaktériumok – egysejtű, sejtmag nélküli prokarióta szervezetek.